# Суонси Сити
«Суо́нси Си́ти» (полное название — Футбольный клуб «Суонси Сити»; англ. Swansea City Association Football Club, английское произношение: [ˈswɒnzi 'sɪtɪ 'futbɔ:l klʌb]; валл. Clwb Pêl-droed Dinas Abertawe) — валлийский профессиональный футбольный клуб из одноимённого города. Основан в 1912 году.
В настоящее время выступает в Чемпионшипе, втором по значимости дивизионе в системе футбольных лиг Англии.
Клуб был образован в 1912 году под названием «Суонси Таун», в Футбольную лигу вступил в 1920 году, и с тех пор является её неизменным участником. 10-кратный обладатель Кубка Уэльса. Полуфиналист Кубка Англии 1926 и 1964 годов. Обладатель Кубка Футбольной лиги 2013 года. Клуб принимал участие в старом Первом дивизионе Футбольной лиги с 1981 по 1983 год; в свой первый сезон финишировал на 6-м месте.
C 2005 года домашние матчи проводит на стадионе «Swansea.com» (прежнее название — «Либерти»), который делит с регбийным клубом «Оспрейс» регби-юнион. До 2005 года домашним стадионом клуба был «Ветч Филд».
Цвета клуба — чёрно-белые. «Суонси Сити» и его болельщики неофициально известны как «джекс».

## История клуба
Клуб был основан в 1912 году. С этого времени и до 1969 года команда называлась «Суонси Таун» (англ. Swansea Town). В 1969 году команда была переименована в Swansea City.
За всю свою историю клуб два раза добирался до полуфинала Кубка Англии. В сезоне 1925/26 команда уступила «Болтону» со счётом 0:3, а в сезоне 1963/64 «Престон Норт Энд».
Начало восхождения к Премьер-лиге связывают с переездом команды в 2005 году на «Либерти Стэдиум». В сезоне 2007/08 клуб оформил серию из 18 матчей без поражений, что позволило ему подняться на третье место. Пять игроков «Суонси Сити» были включены в символическую сборную лучших игроков года.
В сезоне 2010/11 команда заняла третье место в чемпионате Футбольной лиги, получив право играть в плей-офф, где в полуфинале победила «Ноттингем Форест» с общим счётом 3:1. В финале на «Уэмбли» со счётом 4:2 был обыгран «Рединг», что позволило «Суонси Сити» впервые в своей истории выйти в Премьер-лигу.
В своём дебютном сезоне в Премьер-лиге «Суонси Сити» занял 11-е место.
В сезоне 2012/2013 «Суонси Сити» победил в Кубке Футбольной лиги. В финале «Суонси Сити» разгромил «Брэдфорд Сити» со счётом 5:0. В Премьер-лиге сезона 2012/13 «Суонси Сити» занял 9-е место.

## Текущий состав
| №  |           | Поз. | Имя             | Год рождения |
| -- | --------- | ---- | --------------- | ------------ |
| 1  | Германия  | Вр   | Стивен Бенда    | 1998         |
| 2  | Англия    | Защ  | Райан Беннетт   | 1990         |
| 3  | Ирландия  | Защ  | Райан Мэннинг   | 1996         |
| 5  | Уэльс     | Защ  | Бен Кабанго     | 1996         |
| 6  | Англия    | Защ  | Гарри Дарлинг   | 1999         |
| 7  | Уэльс     | ПЗ   | Джо Аллен       | 1990         |
| 8  | Мали      | ПЗ   | Малик Ялькуйе   | 2005         |
| 9  | Ирландия  | Нап  | Майкл Обафеми   | 2000         |
| 10 | Франция   | ПЗ   | Оливье Нтшам    | 1996         |
| 11 | Англия    | Нап  | Морган Уиттакер | 2001         |
| 12 | Англия    | ПЗ   | Джейми Патерсон | 1991         |
| 14 | Шотландия | Нап  | Кайл Джозеф     | 2001         |
| 15 | Англия    | Защ  | Натанаэл Огбета | 2001         |

| №  |            | Поз. | Имя              | Год рождения |
| -- | ---------- | ---- | ---------------- | ------------ |
| 16 | Ирландия   | Защ  | Брэндон Купер    | 2000         |
| 17 | Нидерланды | Нап  | Джоэл Пиру       | 1999         |
| 20 | Уэльс      | Нап  | Лиам Каллен      | 1999         |
| 21 | Шотландия  | ПЗ   | Джей Фултон      | 1994         |
| 21 | Англия     | ПЗ   | Ян Данда         | 1998         |
| 22 | Ямайка     | Защ  | Джоэл Латибодиер | 2000         |
| 23 | Англия     | Защ  | Натан Вуд        | 2002         |
| 26 | Англия     | Защ  | Кайл Нотон       | 1988         |
| 28 | Англия     | ПЗ   | Лиам Уолш        | 1997         |
| 29 | Англия     | Защ  | Мэттью Соринола  | 2001         |
| 31 | Англия     | ПЗ   | Оливер Купер     | 1999         |
| 33 | Англия     | Вр   | Эндрю Фишер      | 1998         |
| 41 | Англия     | ПЗ   | Джордан Гаррик   | 1998         |

## Достижения
- Кубок Футбольной лиги
  - Обладатель: 2012/13
- Кубок Англии
  - Полуфиналист (2): 1925/26, 1963/64
- Кубок Уэльса
  - Обладатель (10): 1912/13, 1931/32, 1949/50, 1960/61, 1965/66, 1980/81, 1981/82, 1982/83, 1988/89, 1990/91
  - Финалист (8): 1914/15, 1925/26, 1937/38, 1939/40, 1948/49, 1955/56, 1956/57, 1968/69
- Трофей Футбольной лиги
  - Обладатель (2): 1993/94, 2005/06